# Notogrammitis garrettii
Notogrammitis garrettii är en stensöteväxtart som först beskrevs av Barbara S. Parris, och fick sitt nu gällande namn av Barbara S. Parris. Notogrammitis garrettii ingår i släktet Notogrammitis och familjen Polypodiaceae. Inga underarter finns listade.